# Lanerivka, Busk
Lanerivka (în ucraineană Ланерівка) este localitatea de reședință a comunei Lanerivka din raionul Busk, regiunea Liov, Ucraina.

## Demografie
Componența lingvistică a localității Lanerivka
     Ucraineană (100%)
Conform recensământului din 2001, toată populația localității Lanerivka era vorbitoare de ucraineană (100%).